# جان ليرميت
جان ليرميت (20 يناير 1877-24 يناير 1959) هو طبيب أعصاب وطبيب نفسي عصبي فرنسي.

## سيرته
وُلد جان ليرميت في مونت سانت بير، مقاطعة أيسن، فرنسا، وهو ابن الرسام الواقعي الفرنسي الشهير ليون أوغستين ليرميت، الذي كان له تأثير كبير في مجال الفن الواقعي. تلقى ليرميت تعليمه المبكر في مدينة سانت إتيان، حيث أظهر منذ الصغر اهتمامًا واضحًا بالعلوم والطب.
انتقل ليرميت لاحقًا إلى باريس لمتابعة دراسته الطبية، حيث تخرج بدرجة في الطب عام 1907. سرعان ما اختار التخصص في علم الأعصاب، وهو مجال كان يشهد تطورًا كبيرًا في ذلك الوقت. بدأ مسيرته المهنية المتميزة بتولي منصب رئيس العيادة (المقيم) في الأمراض العصبية عام 1908، وهو الدور الذي مكّنه من تطوير خبرته الإكلينيكية والبحثية. وفي عام 1910، أصبح رئيسًا للمختبر، حيث أشرف على أبحاث متقدمة في الأمراض العصبية.
استمر ليرميت في تسلق سلم النجاح الأكاديمي، حتى حصل على درجة الأستاذية المعتمدة في الطب النفسي عام 1922. طوال مسيرته، كان ليرميت شخصية رائدة في دمج علم الأعصاب والطب النفسي، حيث ساهم في فهم العديد من الاضطرابات العصبية والنفسية. يُذكر أيضًا أن خلفيته العائلية، وكونه نجل فنان شهير، ربما أضافت إلى رؤيته الشاملة التي مزجت بين الجوانب العلمية والإنسانية في عمله.

## الحياة المهنية
شغل جان ليرميت منصب رئيس مؤسسة ديجيرين، التي أسسها جوزيف جول ديجيرين، أحد أبرز أعلام علم الأعصاب. كما تولى منصب المدير السريري في مستشفى بيتي سالبيتريير، الذي كان يُعتبر آنذاك مركزًا رائدًا لدراسة وعلاج الأمراض العصبية والنفسية.
خلال الحرب العالمية الأولى، لعب ليرميت دورًا حيويًا في دراسة إصابات العمود الفقري التي كانت شائعة بين الجنود المصابين في المعارك. دفعه هذا العمل إلى التعمق في مجال طب الأعصاب النفسي، مما ساهم في إثراء معرفته بالصلة بين الوظائف العصبية والحالات النفسية. ومن بين أهم إنجازاته خلال تلك الفترة، أبحاثه حول الهلوسة البصرية للذات، التي سلطت الضوء على كيفية إدراك الدماغ صورًا ذاتية غير واقعية.
كان ليرميت شخصًا متدينًا للغاية، مما أضفى بعدًا فريدًا على اهتماماته العلمية. جمع بين الطب واللاهوت لاستكشاف القضايا المرتبطة بالمسائل الروحية والطبية، مثل حالات المس الشيطاني والوصم. هذه الدراسات أثارت جدلًا واسعًا في الأوساط العلمية والدينية، لكنها أظهرت اهتمامه العميق بفهم التجربة الإنسانية من منظور شامل.
يجمع إرث ليرميت بين الابتكار العلمي والفكر الفلسفي، حيث أثرت أعماله بشكل كبير في تطور علم الأعصاب والطب النفسي، مع استمراره في السعي لفهم الروابط الدقيقة بين الجسد والعقل والروح.

## المصطلحات الطبية
كان ليرميت طبيبًا متخصصًا في طب الأعصاب السريري. يحمل اسمه عدد من الأسماء الطبية:
- متلازمة ليرميت-كورنيل-كويسنل: تنكس هرمي شاحب يتقدم ببطء
- متلازمة ليرميت-دوكلو: كيان مرضي نادر يتميز بتضخم الطبقة الحبيبية للمخيخ بشكل رئيسي
- متلازمة ليرميت ليفي: متلازمة الشلل التدريجي البطيء بعد السكتة الدماغية
- متلازمة ليرميت-ماك ألباين: متلازمة مشتركة بين المسار الهرمي وخارج الهرمي عند الأشخاص في منتصف العمر وكبار السن.
- هلاوس ليرميت السويقية: هلاوس بصرية بحتة يتم التعرف عليها على أنها ظواهر غير طبيعية وغير حقيقية (رؤية محفوظة).
- علامة ليرميت: يؤدي ثني الرقبة لدى مرضى التصلب المتعدد إلى إحداث أحاسيس تشبه الصدمة الكهربائية التي تمتد إلى أسفل العمود الفقري وقد تنتشر إلى الأطراف
- متلازمة ليرميت: متلازمة نادرة من شلل العين مع رعشة وشلل التقريب أثناء محاولة الانحراف الجانبي للعينين
- متلازمة ليرميت-تريليس متلازمة تتميز بالتسلل الليمفاوي للجهاز العصبي المحيطي، وتصاحبها الشلل والضمور العضلي

## فهرس
- تقنيات التشريح المرضي للجهاز العصبي. باريس، 1914. الاضطرابات النفسية الحربية. باريس، 1916.
- بركات moelle épinière. باريس، 1917. القسم الإجمالي من مولي épinière. باريس، 1918.
- – (4 مارس 1920). "Les Formes douloureuses de la Commotion de la Moelle épiniére" [الأشكال المؤلمة لارتجاج النخاع الشوكي]. مسرحية عصبية (بالفرنسية). 36 (3). الشركة الفرنسية لعلم الأعصاب: 257–262 – عبر أرشيف الإنترنت.
- أسس علم النفس البيولوجي. باريس، 1925.
- الهلوسة: العيادة وعلم وظائف الأعضاء. باريس، 1951.
- الملكية الحقيقية والكاذبة. تمت الترجمة بواسطة السيد. باتريك جون هيبورن سكوت. نيويورك: كتب هوثورن، 1963؛ OCLC رقم 331062. لندن: بيرنز وأوتس، 1963. الطبعة الأصلية: Vrais et faux possédés. باريس: فيارد، 1956؛ رقم OCLC 13449338.